# لیمس ژرمنی

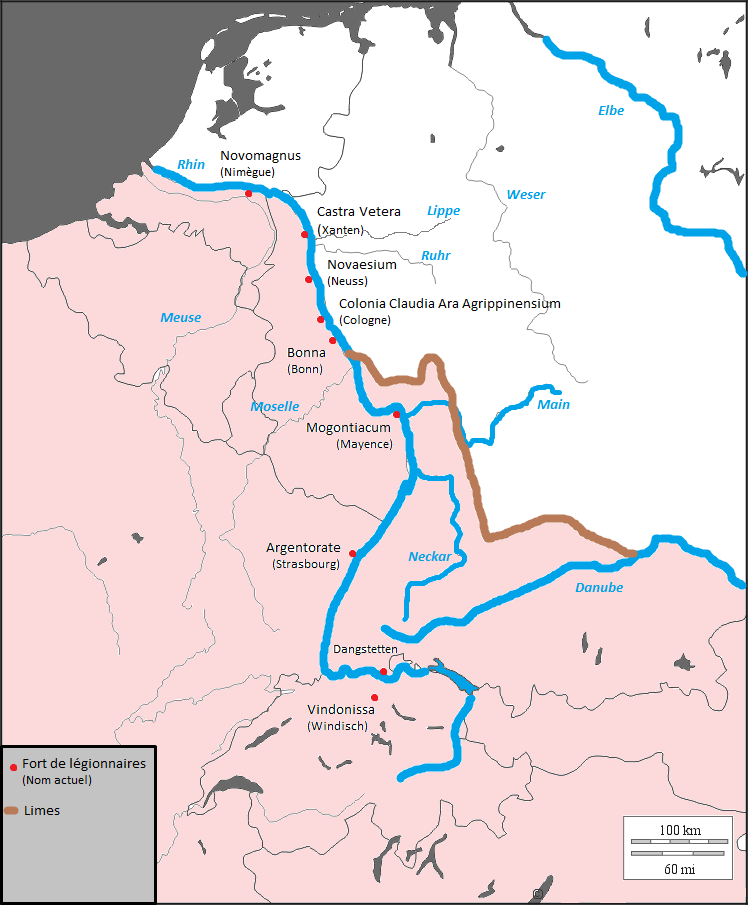
موقعیت خطوط لیمنس در المان در مقایسه با مرز های ایالتی

لیمس ژرمنی (Limes Germanicus) نامی است که در دوران مدرن به خط استحکامات مرزی یا لیمس داده می‌شود که استان‌های روم باستان ژرمانیای کوچک، ژرمانیای بزرگ و ریشیه را محدود و امپراتوری روم و قبایل سرکش ژرمنی از سال‌های ۸۳ تا حدود ۲۶۰ پس از میلاد را تقسیم می‌کرد. لیمز یا از یک مرز طبیعی مانند رودخانه یا معمولاً از یک کرانه خاکی و خندق با یک کاخ چوبی و برج‌های دیده‌بانی در فواصل زمانی استفاده می‌کرد. سیستمی از دژهای مرتبط در پشت لیمز ساخته می‌شد.